# Cathartes aura
L'avvoltoio collorosso (Cathartes aura Linnaeus, 1758), noto anche come "avvoltoio tacchino", è il rappresentante più diffuso della famiglia dei Catartidi, gli avvoltoi del Nuovo Mondo. Nelle regioni nordamericane in cui vive è noto anche come Turkey Buzzard (o solo Buzzard), vale a dire «poiana tacchino» o «poiana», mentre in alcune zone dei Caraibi viene chiamato John Crow o Carrion Crow, cioè «John il corvo» o «corvo delle carogne». Questo avvoltoio, una delle tre specie del genere Cathartes, è diffuso dal Canada meridionale all'estremità meridionale del Sudamerica. Occupa una vasta gamma di ambienti aperti e semi-aperti, quali foreste subtropicali, boscaglie, pascoli e deserti.
Come tutti gli avvoltoi del Nuovo Mondo, non è strettamente imparentato con gli avvoltoi del Vecchio Mondo di Europa, Africa e Asia. Le strette somiglianze fisiche tra i membri dei due gruppi sono semplice conseguenza dell'evoluzione convergente: la selezione naturale, infatti, conduce spesso a piani corporei simili in animali che si adattano indipendentemente alle stesse condizioni.
L'avvoltoio tacchino è un saprofago e si nutre quasi esclusivamente di carogne. Individua il cibo grazie alla vista acuta e all'olfatto, volando a quota relativamente bassa per captare i gas prodotti dagli inizi dei processi di decomposizione negli animali morti. In volo, utilizza le correnti ascensionali per spostarsi in aria, e batte le ali solo raramente. Trascorre la notte in grandi dormitori comunitari. Essendo privo di siringe - l'organo vocale degli uccelli -, i suoi vocalizzi sono costituiti unicamente da grugniti o flebili sibili. Nidifica in caverne, alberi cavi o nel fitto della boscaglia. Ogni anno alleva generalmente due pulcini, che vengono alimentati con cibo rigurgitato. Ha pochissimi predatori naturali. Negli Stati Uniti, la specie gode di protezione dal 1918.

## Tassonomia

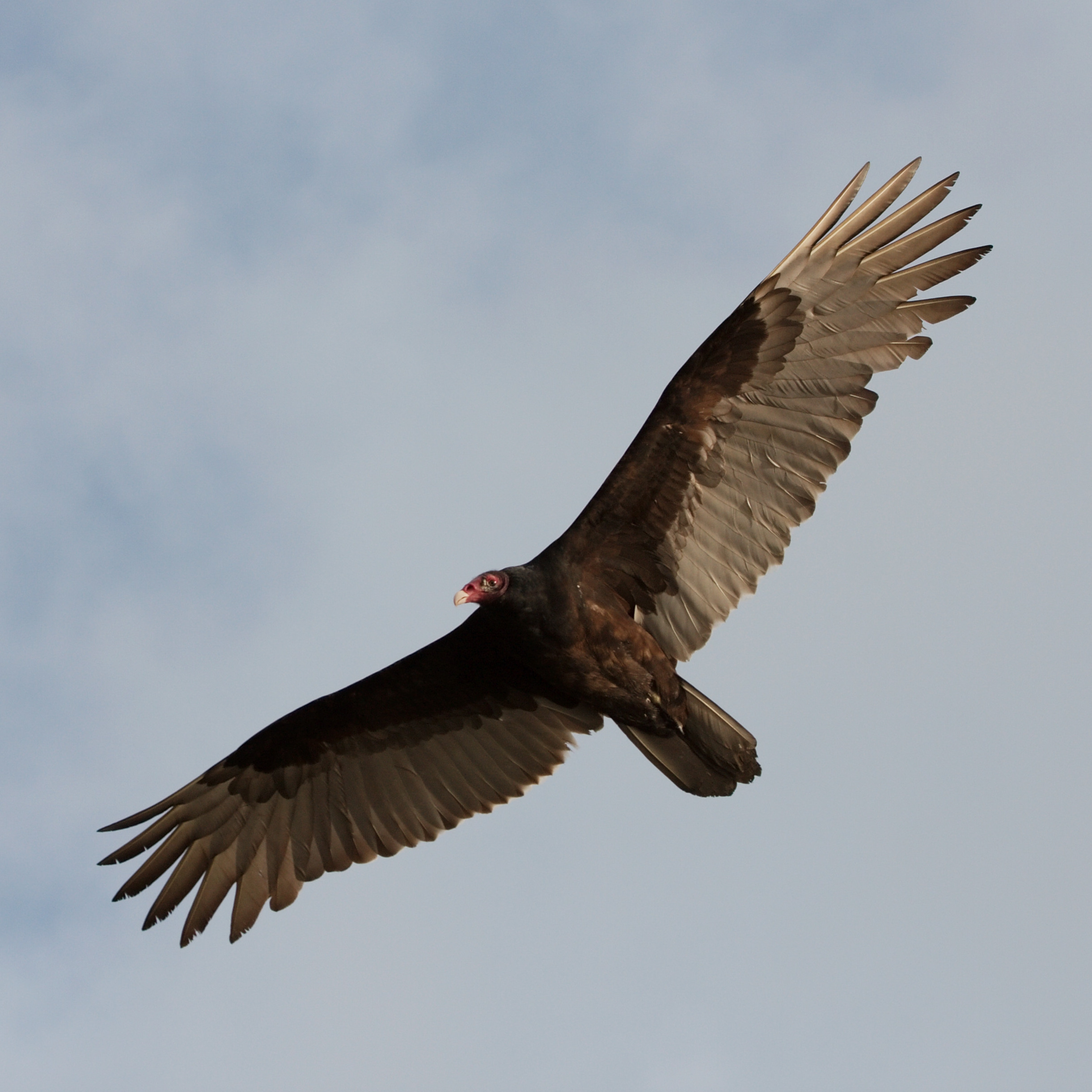
Esemplare nei cieli della Florida.

Come è già stato detto, l'avvoltoio collorosso riceve anche il nome comune di avvoltoio tacchino a causa dell'aspetto degli adulti, i quali, con una testa glabra di colore rosso e un piumaggio scuro, ricordano i maschi di tacchino selvatico, mentre il nome «avvoltoio» deriva dalla parola latina vulturus, cioè «colui che strappa», in riferimento alle abitudini alimentari dell'animale. Spesso i nordamericani si riferiscono a questa specie chiamandola Buzzard, vale a dire «poiana», termine che nel Vecchio Mondo viene usato unicamente per indicare le specie appartenenti al genere Buteo. L'epiteto generico Cathartes significa «purificatore» ed è la forma latinizzata del termine greco kathartes (καθαρτης). L'avvoltoio collorosso è stato descritto scientificamente per la prima volta da Linneo, nel suo Systema Naturae del 1758, come Vultur aura e con le seguenti parole: V. fuscogriseus, remigibus nigris, rostro albo («avvoltoio grigio-bruno, con ali nere e becco bianco»). Appartiene alla famiglia dei Catartidi, assieme alle altre sei specie di avvoltoi del Nuovo Mondo, e viene classificato all'interno del genere Cathartes, assieme all'avvoltoio testagialla maggiore e all'avvoltoio testagialla minore. Come altri avvoltoi del Nuovo Mondo, l'avvoltoio collorosso ha un corredo diploide di 80 cromosomi.
La posizione tassonomica dell'avvoltoio collorosso e delle altre sei specie di avvoltoi del Nuovo Mondo è stata discussa a lungo. Malgrado le somiglianze nell'aspetto e nel ruolo ecologico, gli avvoltoi del Nuovo Mondo e quelli del Vecchio Mondo si sono evoluti da antenati diversi in parti del mondo diverse. Alcuni autori del passato ipotizzarono che gli avvoltoi del Nuovo Mondo fossero più strettamente imparentati con le cicogne. Autori più recenti, tuttavia, hanno continuato a classificarli all'interno dell'ordine dei Falconiformi assieme agli avvoltoi del Vecchio Mondo o li hanno posti in un apposito ordine distinto, i Catartiformi.
Tuttavia, recenti studi genetici hanno stabilito, senza ombra di dubbio, che né gli avvoltoi del Nuovo Mondo, né quelli del Vecchio Mondo sono parenti dei falchi, e neanche che gli avvoltoi del Nuovo Mondo sono imparentati con le cicogne. Entrambi i gruppi sono infatti membri basali del clade Afroaves, all'interno del quale gli avvoltoi del Vecchio Mondo sono suddivisi in vari gruppi all'interno della famiglia degli Accipitridi, che comprende inoltre aquile, nibbi e sparvieri, mentre gli avvoltoi del Nuovo Mondo appartengono a un ordine a sé stante, i Catartiformi, un sister group degli Accipitriformi (l'ordine che comprende, oltre agli Accipitridi, anche il falco pescatore e il serpentario).
Vi sono sei sottospecie di avvoltoio collorosso:
- C. a. meridionalis Swann, 1921, l'avvoltoio collorosso occidentale, sinonimo di C. a. teter. C. a. teter venne riconosciuta come sottospecie da Friedman nel 1933, ma nel 1964 Alexander Wetmore classificò i membri occidentali della razza in un taxon a parte, che ricevette l'appellativo di meridionalis, nome che era stato applicato in precedenza a un esemplare migratore proveniente dal Sudamerica. Nidifica in un'area compresa tra il Manitoba meridionale, la Columbia Britannica meridionale, l'Alberta centrale e il Saskatchewan, a nord, e la Baja California, l'Arizona centro-meridionale, il Nuovo Messico sud-orientale e il Texas centro-meridionale, a sud[22]. È la sottospecie dalle abitudini maggiormente migratorie, dal momento che sverna in Sudamerica, dove il suo areale si sovrappone a quello del più piccolo C. a. aura. Si differenzia dall'avvoltoio collorosso orientale per la colorazione, in quanto i margini delle piccole copritrici sono più sottili e di un marrone più scuro[23].
- C. a. septentrionalis zu Wied-Neuwied, 1839, noto come avvoltoio collorosso orientale. Gli avvoltoi collorosso orientali e occidentali differiscono tra loro per le proporzioni di coda ed ali. Il suo areale comprende il Canada sud-orientale e gli Stati Uniti orientali. Ha abitudini meno migratorie di C. a. meridionalis e solo raramente si spinge in aree a sud degli Stati Uniti[23].
- C. a. aura (Linnaeus, 1758), la sottospecie nominale. È diffusa nell'area compresa tra gli Stati Uniti sud-occidentali (dalla California meridionale al Texas meridionale) e la Costa Rica settentrionale, nonché nelle Grandi Antille. Il suo areale si sovrappone occasionalmente a quello di altre sottospecie. È la sottospecie di minori dimensioni, ma si distingue chiaramente da C. a. meridionalis per la colorazione[23].
- C. a. ruficollis von Spix, 1824, diffuso nella vasta area che dalla Costa Rica meridionale e da Panama giunge fino all'Argentina settentrionale e al Brasile orientale, nonché sull'isola di Trinidad[24]. Rispetto a C. a. aura ha un piumaggio più scuro, con più zone nere e margini alari marroni più sottili o del tutto assenti[24]. Testa e collo sono di un colore rosso intenso con zone bianco-giallastre o bianco-verdastre. Gli adulti generalmente presentano una macchia color giallo chiaro sulla sommità della testa[25].
- C. a. jota (Molina, 1782); è diffuso sulle Ande, dalla Colombia fino all'Argentina meridionale. Rispetto a C. a. ruficollis è più grande ed ha un piumaggio dai toni più marroncini e leggermente più chiari. In questa sottospecie le remiganti secondarie e le copritrici possono presentare margini grigi[25].
- C. a. falklandicus (Sharpe, 1873), l'avvoltoio collorosso del Cile; è presente lungo la fascia costiera del Pacifico, dall'Ecuador al Cile meridionale, e nelle isole Falkland.

## Descrizione
Si tratta di un uccello di grosse dimensioni, con un'apertura alare di 160–183 cm, una lunghezza di 62–81 cm e un peso di 0,8-2,3 kg. Generalmente gli uccelli che occupano le zone settentrionali dell'areale della specie hanno dimensioni maggiori di quelli della regione neotropicale. 124 uccelli provenienti dalla Florida pesavano in media 2 kg, mentre 65 e 130 uccelli provenienti dal Venezuela pesavano in media, rispettivamente, 1,22 e 1,45 kg. La specie presenta scarso dimorfismo sessuale; i sessi sono identici per quanto riguarda piumaggio e colorazione, ma le femmine hanno dimensioni leggermente maggiori. Le piume che ricoprono il corpo sono prevalentemente nero-brunastre, ma le penne remiganti delle ali, viste da sotto, appaiono grigio argentee, contrastando nettamente con il resto delle ali, di colore più scuro. La testa degli esemplari adulti è piccola relativamente al corpo ed è di colore rosso; su di essa le piume sono molto poche o del tutto assenti. Il becco, relativamente breve e uncinato, è color avorio. Le iridi degli occhi sono bruno-grigiastre; zampe e piedi sono color rosa carne, sebbene siano generalmente macchiate di bianco. L'occhio possiede una singola fila incompleta di ciglia sulla palpebra superiore e due file su quella inferiore.
Le due dita anteriori del piede sono allungate e presentano piccole membrane alla base. Le impronte sono larghe, e misurano 9,5–14 cm di lunghezza e 8,2-10,2 cm di larghezza, ma questi dati includono anche le tracce lasciate dagli artigli. Le dita sono disposte secondo il classico modello anisodattilo. I piedi sono appiattiti, relativamente deboli, e poco adatti per afferrare; anche gli artigli non sono forgiati per afferrare, in quanto sono relativamente smussati. In volo, la coda appare lunga ed esile. L'urubù ha coda e ali relativamente più corte, caratteristiche che in volo lo fanno sembrare ben più piccolo dell'avvoltoio collorosso, nonostante la massa corporea delle due specie sia all'incirca la stessa. Le narici non sono divise da un setto, ma sono perforate; osservando l'animale da un lato, è possibile vedere attraverso il becco. L'animale effettua una muta tra la fine dell'inverno e l'inizio della primavera. Essa assume un andamento graduale, e si protrae fino all'inizio dell'autunno. Gli esemplari immaturi hanno la testa grigia e l'estremità del becco nera; con la crescita, la colorazione assume i toni propri degli adulti. La longevità degli esemplari in cattività non è nota, ma attualmente (2015) sono noti due esemplari di oltre 40 anni di età: il Gabbert Raptor Center del campus dell'Università del Minnesota è la dimora di un avvoltoio collorosso chiamato Nero nato nel 1974, mentre un altro esemplare di sesso femminile, chiamato Richard, vive presso il Lindsay Wildlife Museum a Walnut Creek, California. Richard nacque nel 1974 e arrivò al museo l'anno dopo. L'esemplare più vecchio mai catturato di cui era nota l'età aveva 16 anni.
Talvolta sono stati avvistati esemplari di avvoltoio collorosso leucistici (spesso chiamati erroneamente «albini»).
L'avvoltoio collorosso, come la maggior parte degli altri avvoltoi, non ha grandi capacità vocali. Essendo privo di siringe, può emettere solo soffi e grugniti. Solitamente soffia quando si sente minacciato, o mentre lotta con altri avvoltoi presso una carcassa. I grugniti vengono emessi generalmente da giovani affamati e da adulti nei rituali di corteggiamento.

## Distribuzione e habitat
L'avvoltoio collorosso occupa un areale molto vasto, con una superficie totale stimata in 28 milioni di chilometri quadrati. È l'avvoltoio più numeroso delle Americhe. La sua popolazione totale viene stimata in 4.500.000 unità. È presente nelle aree aperte e semi-aperte di tutte le Americhe, dal Canada meridionale a Capo Horn. Gli esemplari presenti negli Stati Uniti meridionali hanno abitudini stanziali, ma quelli diffusi più a nord possono effettuare migrazioni verso sud, fino al Sudamerica. L'avvoltoio collorosso vive in aperta campagna, nelle foreste subtropicali, nelle zone coperte da boscaglia, nei deserti e nelle colline pedemontane. Si rinviene anche in aree adibite a pascolo, praterie e zone umide. È maggiormente comune nelle aree relativamente aperte in vicinanza di boschetti su cui nidificare, ed evita generalmente aree troppo forestate.
Da questo uccello dall'aspetto simile a un corvo ha preso il nome la Quebrada de los Cuervos (la Gola dei Corvi) in Uruguay, dove la specie abita assieme all'avvoltoio testagialla minore e all'urubù.

## Biologia

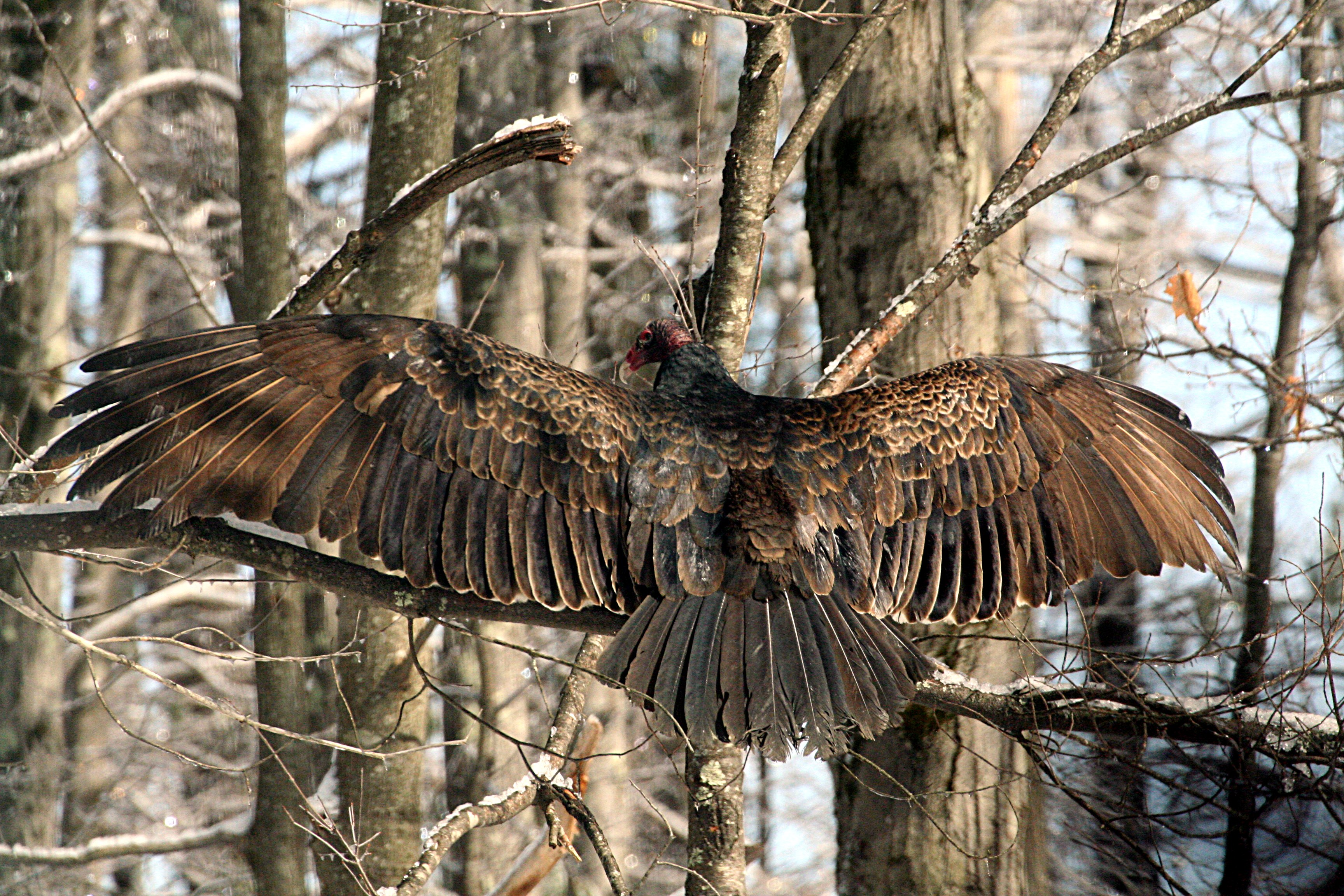
Adulto con le ali distese.

L'avvoltoio collorosso è gregario e trascorre la notte in grandi dormitori comunitari, i cui occupanti si separano durante il giorno per andare indipententemente alla ricerca di cibo. Varie centinaia di avvoltoi possono occupare gli stessi dormitori comunitari in gruppi che talvolta comprendono anche esemplari di urubù. Tali dormitori sono costituiti da alberi secchi, privi di foglie, ma anche da strutture artificiali, quali torri idriche o antenne per le microonde. Sebbene nidifichi nelle caverne, non penetra mai al loro interno, fatta eccezione per la stagione riproduttiva. Durante la notte la temperatura corporea dell'avvoltoio collorosso si abbassa di circa 6 °C, fino a raggiungere i 34 °C, e l'animale entra in uno stato di leggera ipotermia.
Questo avvoltoio viene spesso avvistato mentre sta appollaiato con le ali distese. Si ritiene che l'assumere questa posizione possa servire a varie funzioni: asciugare le ali, riscaldare il corpo, e ripulirsi dai batteri. È più facile scorgere esemplari in questa posizione dopo nottate umide o piovose. Questo stesso comportamento è tipico anche di altri avvoltoi del Nuovo Mondo, degli avvoltoi del Vecchio Mondo e delle cicogne. Come le cicogne, l'avvoltoio collorosso defeca spesso sulle proprie zampe, così da utilizzare l'evaporazione dell'acqua presente nelle feci e/o nell'urina per rinfrescarsi; tale processo è noto come uroidrosi. In questo modo raffredda i vasi sanguigni dei tarsi e dei piedi, privi di piume; in seguito a questo processo le zampe si tingono del bianco dell'acido urico. L'avvoltoio collorosso ha pochi nemici naturali. Esemplari adulti, immaturi e nidiacei possono talvolta cadere vittima di gufi della Virginia, poiane della Giamaica, aquile reali e aquile di mare testabianca, mentre uova e implumi possono essere predati da mammiferi quali procioni e opossum. Occasionalmente le volpi possono tendere imboscate a un esemplare adulto, ma è più probabile che le specie in grado di arrampicarsi si dedichino alla razzia dei nidi piuttosto che alla cattura degli adulti. La tecnica di difesa principale della specie consiste nel rigurgitare carne semi-digerita, una sostanza dall'odore nauseabondo che scoraggia la maggior parte delle creature dall'intento di depredare un nido di avvoltoio. Inoltre, se il predatore si avvicina a portata di tiro, l'animale è anche in grado di vomitargli sulla faccia o negli occhi. In alcuni casi, l'avvoltoio può sbarazzarsi del pesante carico di carne non digerita immagazzinata nel gozzo per poter spiccare il volo e fuggire così da un potenziale predatore. L'aspettativa di vita per gli esemplari selvatici può raggiungere i 16 anni, mentre gli esemplari in cattività possono vivere anche per più di 30 anni.
Al suolo l'avvoltoio collorosso è piuttosto goffo, e si sposta con una sgraziata andatura saltellante. Per prendere il volo deve fare un notevole sforzo, sbattendo le ali mentre preme sul terreno e saltella con i piedi. Mentre procede planando, l'avvoltoio collorosso tiene le ali a mo' di V appiattita e si inclina spesso da un lato all'altro; così facendo, la luce riflessa fa apparire argentate le remiganti di colore grigio. Il volo dell'avvoltoio collorosso è un esempio di volo planato statico, poiché l'animale batte le ali molto raramente, e sfrutta le correnti ascensionali per restare sospeso.

### Alimentazione

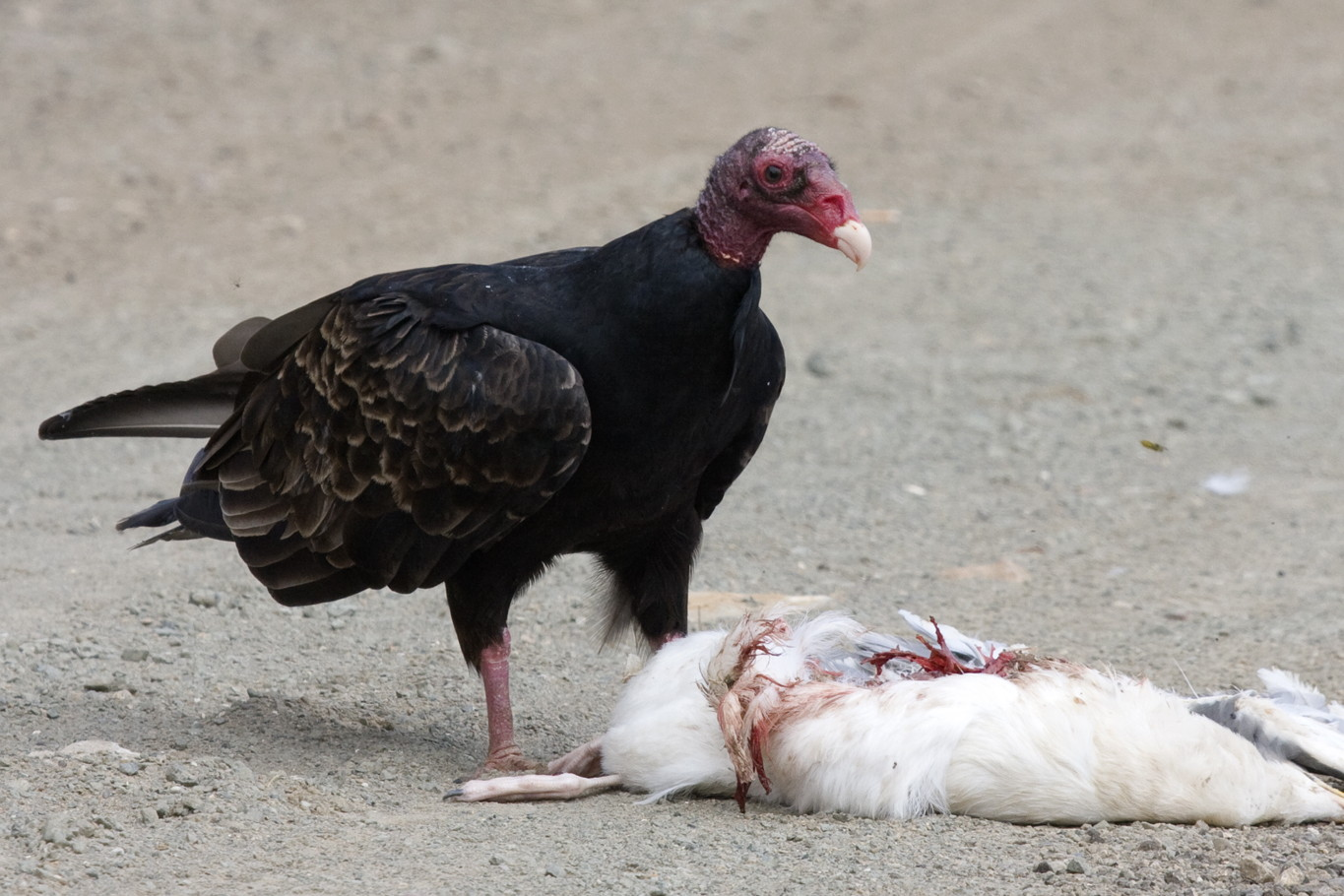
Esemplare si nutre della carcassa di un gabbiano a Morro Bay, California.

L'avvoltoio collorosso si nutre principalmente di una vasta gamma di carogne, da quelle di piccoli mammiferi a quelle di grandi animali da pascolo, prediligendo quelle di animali morti di recente, ed evitando carcasse che hanno raggiunto il punto di putrefazione. Raramente può consumare anche sostanze vegetali, vegetazione costiera, zucche, noci di cocco e altri specie coltivate, insetti vivi e altri invertebrati. In Sudamerica, alcuni avvoltoi collorosso sono stati fotografati mentre mangiavano i frutti della palma da olio, una specie introdotta. Solo in casi rarissimi si nutrono di prede uccise da loro stessi. L'avvoltoio collorosso viene spesso avvistato lungo le strade mentre mangia le carcasse degli animali investiti dai veicoli, o nei pressi degli specchi d'acqua, mentre mangia pesci spiaggiati. Mangia anche pesci o insetti rimasti intrappolati nell'acqua bassa. Come altri avvoltoi, gioca un ruolo importante nell'ecosistema, dal momento che elimina carogne che potrebbero diventare un terreno di coltura per gli agenti patogeni.
L'avvoltoio collorosso localizza il cibo grazie all'olfatto, un'abilità rara nel mondo degli uccelli, e spesso vola a bassa quota, in prossimità del suolo, per captare l'odore dell'etantiolo, un gas prodotto dagli inizi dei processi di decomposizione negli animali morti. Il lobo olfattivo del suo cervello, responsabile delle capacità olfattive, è particolarmente grande rispetto a quello di altri animali. Questa straordinaria abilità nel percepire gli odori gli consente di andare in cerca di carogne sotto la volta della foresta. Avvoltoi reali, urubù e condor, privi dell'abilità di localizzare le carogne con l'olfatto, seguono gli avvoltoi collorosso fino alle carcasse. L'avvoltoio collorosso arriva per primo nei pressi di una carogna, spesso in compagnia di avvoltoi testagialla maggiori o avvoltoi testagialla minori, che utilizzano anch'essi l'olfatto per individuare le carogne. Grazie alle maggiori dimensioni allontana facilmente gli avvoltoi testagialla, ma viene a sua volta scacciato dall'avvoltoio reale e da entrambe le specie di condor, che aprono il primo squarcio nella pelle della carcassa. Questo consente al più piccolo avvoltoio collorosso, dotato di un becco più debole, di avere accesso al cibo, poiché esso non è in grado di lacerare da solo la spessa pelle degli animali di maggiori dimensioni. Questo caso costituisce un esempio di mutua dipendenza tra specie diverse.

### Riproduzione
La stagione riproduttiva dell'avvoltoio collorosso varia a seconda della latitudine. Negli Stati Uniti meridionali, essa ha inizio in marzo, con picchi tra aprile e maggio, e si protrae fino a giugno. A latitudini più settentrionali, la stagione inizia più tardi e si protrae fino ad agosto. Durante i rituali di corteggiamento più esemplari si raggruppano formando un cerchio, per poi effettuare movimenti saltellanti intorno al perimetro del cerchio con le ali tenute parzialmente distese. In aria, invece, un uccello segue da vicino un suo simile mentre batte le ali e si tuffa in picchiata.
Le uova vengono generalmente deposte in un apposito sito di nidificazione situato in un luogo protetto, come una scarpata, una caverna, un crepaccio tra le rocce, un cunicolo, la cavità di un albero, o un boschetto. La nidificazione non comporta quasi mai la costruzione del nido, in quanto le uova vengono deposte su una superficie nuda. La femmina depone generalmente due uova, ma talvolta una soltanto o, più raramente, tre. Le uova sono color crema, con macchioline marroni o lavanda attorno al polo maggiore. Entrambi i genitori si occupano della cova, e le uova si schiudono dopo 30-40 giorni. I pulcini sono altriciali, vale a dire del tutto inetti alla nascita. I due genitori li nutrono rigurgitando loro il cibo, e se ne prendono cura per 10-11 settimane. Durante la nidificazione, se gli adulti si sentono minacciati, essi possono fuggire, rigurgitare cibo addosso all'intruso o fingersi morti. Se i pulcini si trovano in pericolo all'interno del nido, si difendono soffiando e rigurgitando. I giovani si involano a circa nove-dieci settimane. I gruppi familiari rimangono uniti fino all'autunno.

## Relazioni con l'uomo

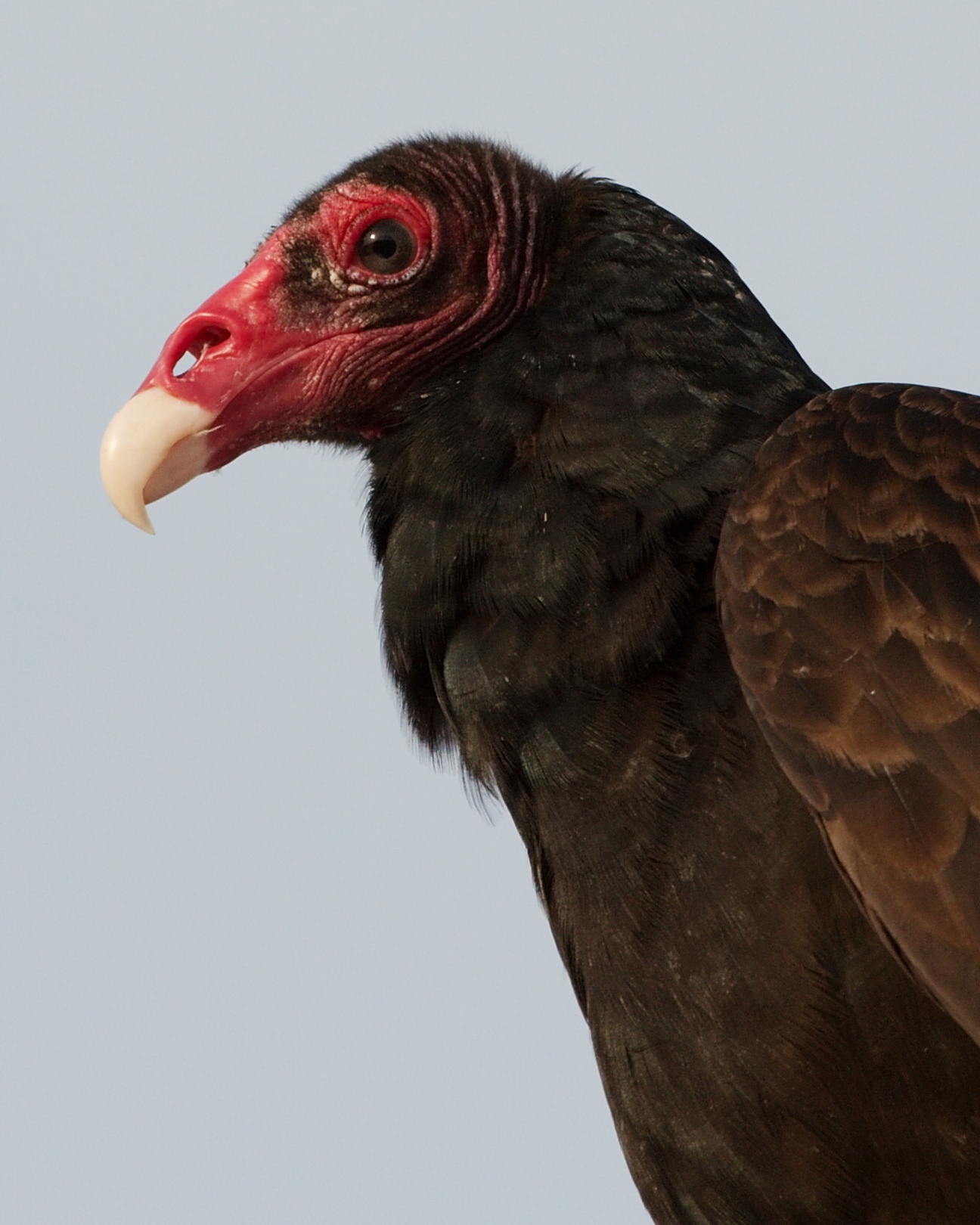
In questo esemplare si notano le narici perforate.

L'avvoltoio collorosso viene talvolta accusato dagli allevatori di trasmettere con i piedi o il becco l'antrace o la peste suina, malattie che colpiscono il bestiame, e di conseguenza viene occasionalmente considerato come una minaccia. Tuttavia, il virus che causa la peste suina viene distrutto durante il passaggio nel tratto digerente dell'avvoltoio collorosso. La specie viene considerata una minaccia anche a causa della tendenza dell'urubù, una specie simile, ad attaccare e uccidere i vitelli neonati. L'avvoltoio collorosso non uccide animali vivi, ma può aggregarsi a stormi di urubù e nutrirsi dei resti delle loro prede. Ciononostante, la sua comparsa nel luogo in cui è stato ucciso un vitello può dare l'impressione sbagliata che l'avvoltoio collorosso rappresenti un pericolo per i vitelli. Le deiezioni prodotte dagli avvoltoi collorosso e da altri avvoltoi possono danneggiare o far morire alberi e altra vegetazione. L'avvoltoio collorosso può essere tenuto in cattività, ma la Legge per la Protezione degli Uccelli Migratori proibisce questo nel caso si tratti di animali sani o di animali in grado di ritornare in natura. In cattività, può essere nutrito con carne fresca, e gli esemplari più giovani sono in grado di alimentarsi da soli se viene data loro l'opportunità.
L'avvoltoio collorosso è protetto legalmente ai termini della Legge per la Protezione degli Uccelli Migratori del 1918 negli Stati Uniti, della Convenzione per la Protezione degli Uccelli Migratori in Canada e della Convenzione per la Protezione degli Uccelli Migratori e dei Mammiferi da Preda in Messico. Negli USA è illegale catturare, uccidere o possedere un avvoltoio collorosso, e l'infrazione della legge è punibile con multe fino a 15.000 dollari e fino a sei mesi di carcere. È classificato come specie a basso rischio sulla Lista Rossa della IUCN. La popolazione sembra essere stabile, e non raggiunge i canoni per essere inclusa tra le specie a rischio, vale a dire il declino di oltre il 30% della popolazione nel giro di dieci anni o di tre generazioni.